# 二ツ島
二ツ島（ふたつしま）は、茨城県北茨城市の磯原海岸沖合にある無人島（岩礁）。
夏季に多くの海水浴客で賑わいを見せる磯原海岸の沖合に大小2つの島が海中からそびえ立つ姿が特徴であったが、2011年（平成23年）3月11日に発生した東北地方太平洋沖地震とその津波により、小さいほうの島は消失した。大きいほうの島も一部崩落し、島の上部に見られた植生は失われた。
地震後、島の崩落の危険性と周辺海岸の地盤沈下のため、近隣の磯原二ツ島海水浴場は翌2012年（平成24年）にかけて2年連続で海開きを断念したが、2013年（平成25年）から再開した。
茨城百景に選定されており、北茨城市のランドマーク的な存在となっている。
二ツ島対岸の陸前浜街道沿いには二ツ島観光ホテルと磯原シーサイドホテルが立地しており、夜間ライトアップも実施されている。

## 交通
- JR常磐線磯原駅より北へ徒歩20分。

## 周辺
- 北茨城市歴史民俗資料館
- 磯原温泉